# Барбара Фритоли
Барбара Фритоли (на италиански: Barbara Frittoli) е италиански сопран, която изпълнява водещи роли на сцената на множество опери в Европа и САЩ.

## Биография
Родена е на 19 април 1967 г. в Милано. Започва да учи пиано на деветгодишна възраст в Миланската консерватория, тъй като мечтае да стане пианистка. След това, по съвет на учителите си Казони и Бертола, тя се прехвърля към пеене, отначало като контраалт, след това като сопран, под ръководството на Джована Канети. Дебютира като сопран през 1989 г. в Театро Комунале във Флоренция като Инес, в спектакъл на Трубадур, дирижиран от Зубин Мета, с Лучано Павароти в главната роля.
След като завършва консерваторията в Милано, дебютира в Метрополитън опера през 1995 г. като Микаела в Кармен, след което продължава кариерата си на тази сцена с повече от 60 изпълнения, изпълнявайки ролите на Дона Елвира в Дон Жуан, Фиордилиджи в Така правят всички, Дездемона в Отело, Луиза в Луиза Милър , както и Алис Форд във Фалстаф, на сцената на Кралската опера в Лондон (1999, запис – Opus Arte).
Омъжена е за бас-баритона Натал де Кароли.